# Lista siturilor arheologice din județul Teleorman - M
Lista siturilor arheologice din județul Teleorman - M conține toate siturile arheologice din județul Teleorman înscrise în Repertoriul Arheologic Național (RAN) și aflate în localități al căror nume începe cu litera M. RAN este administrat de Ministerul Culturii și Patrimoniului Național și cuprinde date științifice, cartografice, topografice, imagini și planuri, precum și orice alte informații privitoare la zonele cu potențial arheologic, studiate sau nu, încă existente sau dispărute.
Puteți căuta un sit din localitățile care încep cu litera M folosind formularul de mai jos sau puteți naviga prin toate siturile din județ la Lista siturilor arheologice din județul Teleorman.
| Cod RAN                                   | Denumire | Localitate                                      | Adresă               | Datare                               | Descoperit | Coordonate                                    | Imagine           | Erori            |
| ----------------------------------------- | --- | ----------------------------------------------- | -------------------- | ------------------------------------ | ---------- | --------------------------------------------- | ----------------- | ---------------- |
| 153259.03.01                              | Situl arheologic de la Măgura Buduiasca - Teleor 003 / ansamblu anonim (Categorie: locuire civilă) (Tip: Așezare) | sat Măgura, comuna Măgura                       | Buduiasca-Teleor 003 | Starčevo - Criș                      |            | 44°01′10″N 25°24′41″E / 44.01944°N 25.41139°E | Încărcați imagine | Raportați eroare |
| 153259.03.02                              | Situl arheologic de la Măgura Buduiasca - Teleor 003 / ansamblu anonim (Categorie: locuire civilă) (Tip: Așezare) | sat Măgura, comuna Măgura                       | Buduiasca-Teleor 003 | Dudești                              |            | 44°01′10″N 25°24′41″E / 44.01944°N 25.41139°E | Încărcați imagine | Raportați eroare |
| 153259.03.03                              | Situl arheologic de la Măgura Buduiasca - Teleor 003 / ansamblu anonim (Categorie: locuire civilă) (Tip: Așezare) | sat Măgura, comuna Măgura                       | Buduiasca-Teleor 003 | Dridu                                |            | 44°01′10″N 25°24′41″E / 44.01944°N 25.41139°E | Încărcați imagine | Raportați eroare |
| 153259.03.04                              | Situl arheologic de la Măgura Buduiasca - Teleor 003 / ansamblu anonim (Categorie: locuire civilă) (Tip: Așezare) | sat Măgura, comuna Măgura                       | Buduiasca-Teleor 003 | Boian                                |            | 44°01′10″N 25°24′41″E / 44.01944°N 25.41139°E | Încărcați imagine | Raportați eroare |
| 153259.03.05                              | Situl arheologic de la Măgura Buduiasca - Teleor 003 / ansamblu anonim (Categorie: locuire civilă) (Tip: Așezare) | sat Măgura, comuna Măgura                       | Buduiasca-Teleor 003 | Sântana de Mureș - Cerneahov sec. IV |            | 44°01′10″N 25°24′41″E / 44.01944°N 25.41139°E | Încărcați imagine | Raportați eroare |
| 153213.01.01                              | Tell-ul Gumelnița de la Mavrodin- Măgura Fetei / ansamblu anonim (Categorie: tell) (Tip: Tell)                    | sat Mavrodin, comuna Mavrodin                   | Măgura fetei         | Gumelnița                            |            | 44°04′22″N 25°13′10″E / 44.07278°N 25.21944°E | Încărcați imagine | Raportați eroare |
| 152886.01.01                              | Tell-ul Gumelnița de la Măgura cu Liliac / ansamblu anonim (Categorie: tell) (Tip: Tell)                          | sat Măgura cu Liliac, comuna Drăgănești de Vede |                      | Gumelnița                            |            | 44°07′26″N 25°04′33″E / 44.12389°N 25.07583°E | Încărcați imagine | Raportați eroare |
| 153259.01.01 (Cod LMI: TR-I-m-B-14210.02) | Situl arheologic de la Măgura - "La Biserică" / ansamblu anonim (Categorie: locuire civilă) (Tip: Tell)           | sat Măgura, comuna Măgura                       | La Biserică          | Gumelnița                            |            | 44°02′26″N 25°23′57″E / 44.04055°N 25.39917°E | Încărcați imagine | Raportați eroare |
| 153259.01.02 (Cod LMI: TR-I-m-B-14210.01) | Situl arheologic de la Măgura - "La Biserică" / ansamblu anonim (Categorie: locuire civilă) (Tip: Așezare)        | sat Măgura, comuna Măgura                       | La Biserică          | geto-dacică                          |            | 44°02′26″N 25°23′57″E / 44.04055°N 25.39917°E | Încărcați imagine | Raportați eroare |
| 153259.01.03 (Cod LMI: TR-I-m-B-14210.03) | Situl arheologic de la Măgura - "La Biserică" / ansamblu anonim (Categorie: locuire civilă) (Tip: Așezare)        | sat Măgura, comuna Măgura                       | La Biserică          | Glina                                |            | 44°02′26″N 25°23′57″E / 44.04055°N 25.39917°E | Încărcați imagine | Raportați eroare |
| 152788.01.01                              | Așezarea Latene de la Merișani / ansamblu anonim (Categorie: locuire civilă) (Tip: Așezare)                       | sat Merișani, comuna Dobrotești                 |                      | geto-dacică                          |            |                                               | Încărcați imagine | Raportați eroare |